# Lygephila pidmanulapidvela
Lygephila pidmanulapidvela (лат.) — бабочка из семейства эребид.

## Этимология
Видовое название L. pidmanulapidvela происходит от сочетания двух украинских слов «підманула» (обманула) и «підвела» (подвела), которые являются названием популярной шуточной и плясовой украинской народной песни «Ти ж мене підманула» о несбывшихся ожиданиях.

## Описание
Размах крыльев — 34—38 мм. Основная окраска серовато-коричневая, с тёмными точками на голове и крыльях.

## Классификация
Вид был впервые описан в 2018 году украинско-венгерским энтомологом Олегом Пекарским и включён в видовую группу L. vicioides species-group вместе в таксонами L. vicioides  (Hampson, 1926) (= robusta Babics & Ronkay, 2009); L. fibigeri Babics & Stüning, 2011.

## Распространение
Южная Азия: Непал, Koshi, Terhathum area, Tinjure Phedi, на высоте 2900 м, 87°27’E, 27°12’N.